# Coccophagus srilankensis
Coccophagus srilankensis is een vliesvleugelig insect uit de familie Aphelinidae. De wetenschappelijke naam is voor het eerst geldig gepubliceerd in 1988 door Hayat.